# Civilization
Civilization lub Sid Meier's Civilization – strategiczna gra turowa stworzona przez Sida Meiera dla firmy MicroProse w 1991 roku.
Gra polega na ciągłym rozwijaniu własnej cywilizacji konkurującej z innymi cywilizacjami od początku jej dziejów w epoce pierwotnych społeczeństw rolniczych (dokładnie 4000 r.p.n.e.) do futurystycznych czasów zasiedlania kosmosu. Głównym celem gry jest albo podbój świata (czyli wyeliminowanie konkurentów) albo wysłanie w kosmos statku i założenie kolonii na jednej z planet w układzie słonecznym Alfa Centauri. Na końcowy wynik rozgrywki (dane statystyczne) składa się udany lot w kosmos, liczba obywateli, powierzchnia zajętego obszaru oraz liczba odkrytych technologii przyszłościowych. Wynik ten może być również przyczyną zwycięstwa jeśli żadna z cywilizacji nie wygra do domyślnej daty w której kończy się gra (jest ona zależna od poziomu trudności: od     2020 r.n.e. w przypadku imperatora, do 2100 r.n.e. w przypadku wodza)

## Struktura gry

### Tworzenie świata i wybór cywilizacji
Przed rozpoczęciem gry można ustawić jej parametry, tzn. wielkość globu, jego klimat (wilgotność i temperaturę) oraz wiek w miliardach lat i stosunek wielkościowy lądów do powierzchni morskich. Wiek globu i klimat mają wpływ na jakość danego typu terenu, jaki będzie zasiedlany przez konkurujące cywilizacje; np. im wyższa będzie temperatura i mniejsza wilgotność tym częściej będą występować pustynie, a zmniejszy się liczba lasów tropikalnych. Gracz ma możliwość wybrania narodowości dla swojej cywilizacji oraz liczby przeciwników komputerowych, przy czym całkowita liczba cywilizacji biorących udział w grze waha się między 3 a 7. Wśród cywilizacji, które gracz ma do dyspozycji, są zarówno cywilizacje starożytne, takie jak Egipcjanie czy Rzymianie, jak również te nowsze – np. Amerykanie. Każda z nich ma swojego historycznego przywódcę innego dla danej nacji, np. Abraham Lincoln stoi na czele cywilizacji amerykańskiej.

#### Cywilizacje i ich przywódcy w grze
- Amerykanie – Abraham Lincoln
- Anglicy – Elżbieta I
- Aztekowie – Montezuma II
- Babilończycy – Hammurabi
- Chińczycy – Mao Tse-Tung
- Egipcjanie – Ramzes II
- Francuzi – Napoleon I
- Grecy – Aleksander Wielki
- Hindusi – Mohandas Gandhi
- Mongołowie – Czyngis Chan
- Niemcy – Fryderyk II
- Rosjanie – Józef Stalin
- Rzymianie – Juliusz Cezar
- Zulusi – Zulus Czaka

### Zakładanie cywilizacji
Gra rozpoczyna się 4 tysiące lat przed naszą erą. Gracz początkowo dysponuje tylko jednostką osadników, którą może założyć miasto. Początek rozwoju cywilizacji zaczyna się właśnie od założenia pierwszego miasta. Początkowo także, składająca się z ułożonych tetragonalnie pól mapa globu, jest niedostępna i może być odkrywana przez poruszające się po niej jednostki.
Po zbudowaniu miasta można otrzymywać informacje od tzw. doradców, tworzyć jednostki bojowe lub cywilne albo rozbudowywać miejską infrastrukturę, a także ustalać na co idą podatki. Każde miasto ma swój ograniczony do 21 pól zasięg, ułożonych na siatce 5×5 bez pól narożnych, przy czym centralne pole jest polem miasta, a pozostałe 20 to pola, z których miasto może czerpać tzw. tarczki produkcji, jednostki żywienia (snopki) oraz handel, z którego uzyskiwać można podatki przeznaczane z kolei na akumulację kapitału, naukę lub rozrywkę. W zależności od typu pola, może ono wzmagać produkcję (np. las, wzgórza, góry), wytwarzanie żywności (pola, łąki) lub przynosić dochody (rzeki, morza). Żeby korzystać z pola należy na nie wysłać mieszkańców (jeden "ludek" korzysta z jednego pola), jedynym wyjątkiem jest pole samego miasta, które jest wykorzystywane automatycznie (tzn. nie trzeba tam wysyłać mieszkańców)

### Budynki (infrastruktura)
Rodzaj obiektów jakie można budować w mieście zależy od poziomu technologicznego cywilizacji, który jest podnoszony, przede wszystkim, dzięki nakładom na naukę. Nowe technologie można też zdobywać dzięki szpiegostwu lub poprzez zajmowanie miast cywilizacji lepiej rozwiniętych, bądź podążających inną ścieżką rozwoju. Od liczby "tarczek" produkcji zależy tempo budowy poszczególnych obiektów. Z kolei wielkość produkcji zależna jest od terenu oraz liczby obywateli, gdyż jej wzrost pozwala na korzystanie z większej liczby zasobów naturalnych znajdujących się wokół miasta.
Budynki stawiane w mieście mają swoje specyficzne funkcje, chociaż niektóre potęgują tylko efekty działania istniejących już wcześniej budowli. Niektóre budynki mają charakter cudów świata. Część infrastruktury pełni funkcję uśmierzania niezadowolenia, należą do niej: świątynia, koloseum oraz katedra, jak również plac targowy oraz bank, chociaż podstawową funkcją tych dwóch ostatnich jest podnoszenie rezerw budżetowych. Na wyższym poziomie rozwoju cywilizacji pojawiają się też wynalazki pozwalające na budowę obiektów zwiększających produkcję, są to przede wszystkim: fabryka oraz różnego typu elektrownie. Zwiększanie produkcji może się jednak przyczyniać do wzrostu zanieczyszczeń i powstania efektu cieplarnianego, czego następstwem jest stopniowe pustynnienie całego globu. Budowane mogą być też budynki wpływające na szybszy rozwój nauki: biblioteki i uniwersytety.

#### Cuda świata
Poza podstawowymi obiektami infrastruktury w miastach budowane mogą być też tzw. cuda świata. Dany cud świata może być zbudowany tylko przez jedną cywilizację i tylko w jednym mieście. Ich budowa zazwyczaj jest o wiele bardziej kosztowna (trzeba przeznaczyć na jej budowę kilkakrotnie więcej tarczek produkcji niż przy innego typu obiektach), przez co często trwa wyścig między cywilizacjami, która pierwsza może zbudować dany cud. Cywilizacja, której nie udało się ukończyć cudu jako pierwszej musi zrezygnować z dalszej produkcji lub przerzucić ją na inny obiekt. Budowę cudu można przyspieszyć poprzez wyłożenie pewnej sumy pieniędzy lub poprzez wprowadzanie do miast karawan, z których każda zwiększa produkcję o 50 tarczek. Całkowite zniszczenie miasta powoduje utratę cudu na zawsze.
Do cudów świata w grze zaliczone zostały m.in. Wielki Mur Chiński, Piramidy, Biblioteka Aleksandryjska, Kolos Rodyjski, a także Równouprawnienie, czy projekt SETI.
Tego typu obiekty dają możliwości skokowej zmiany oraz przyspieszenia rozwoju cywilizacji w stosunku do innych. Funkcje niektórych jednak działają tylko do momentu jakiegoś konkretnego odkrycia naukowego np. Biblioteka Aleksandryjska (w grze Wielka Biblioteka) pozwala na automatyczne dokonywanie odkryć, których dokonały co najmniej dwie inne cywilizacje, funkcjonuje w ten sposób tylko do momentu odkrycia uniwersytetów.

### Jednostki
W miastach poza budynkami budowane mogą być także jednostki, z których większa część to typy jednostek bojowych. Każda jednostka określona jest trzema parametrami: współczynnik ataku, współczynnik obrony i współczynnik ruchu, a także inne parametry związane z walką, różne w zależności od wersji, parametry określone są liczbami całkowitymi. Jednostki cywilne mają zerową wartość ataku i czasem także zerową wartość obrony.
Każda jednostka kosztuje pewną liczbę tarczek (od 10 w przypadku wojowników (oryginalnie "militia") do 160 w przypadku nowoczesnych okrętów i bomb atomowych). Każdą jednostkę można też kupić natychmiast za pewną ilość złota (od 50 za wojowników do 3200 za nowoczesne okręty i bomby atomowe). Wyjątkiem są osadnicy którzy poza tarczkami kosztują jednego "ludka"(jeżeli miasto liczy mniej niż 2 ludków, to domyślnie nie można zbudować tej jednostki a tarczki będą się po prostu kumulować aż miasto się powiększy lub zmienimy cel produkcji).
Wszystkie jednostki mają możliwość przemieszczania się po mapie, jednakże istnieje podział na jednostki mogące poruszać się po lądzie i morzu, oraz jednostki powietrzne, których nie dotyczy (wzajemne) blokowanie przez inne jednostki, jak ma to miejsce w przypadku jednostek lądowych i morskich. Przemieszczając się po mapie, jednostki stopniowo odkrywają zakryty na początku gry teren, a także wioski barbarzyńców i miasta należące do innych cywilizacji.
Spośród jednostek cywilnych najważniejsze są jednostki osadników, dzięki którym zakładać można kolejne miasta. Mają one także dodatkowe funkcje:
- możliwość budowania dróg, dzięki czemu zwiększają wielkość uzyskiwanych podatków z pól podległych pod dane miasta, a także jednostki po nich się poruszające zwiększają wartość współczynnika ruchu trzykrotnie.
- możliwość budowania irygacji, przez co zwiększa się liczba snopków żywności na polach podległych pod dane miasto
- możliwość budowania kopalni przez co zwiększa się liczba tarczek produkcji na polach podległych pod dane miasto
- możliwość karczowania lasów (a także sadzenia) i przekształcania terenu

Drogi budowane mogą być na wszystkich polach lądowych, natomiast kopalnie i irygacje tylko na niektórych. Osadnicy na polach z drogami mogą też budować tory po odkryciu kolei żelaznej, dające możliwość poruszania się w ciągu jednej tury do każdego miejsca połączonego koleją z polem, na którym znajduje się jednostka. Kolej także daje dodatkowe profity do produkcji, żywności i podatków zbieranych z danego pola.
Wszystkie jednostki mają strefy kontroli (poza niektórymi, jak np. dyplomaci) nie pozwalające na swobodne przechodzenie obok jednostek należących do obcych cywilizacji. Do jednostek cywilnych należą także karawany, umożliwiające handel między miastami.
W przypadku jednostek pływających po morzu znajdują się statki umożliwiające transportowanie jednostek lądowych oraz lotniczych (lotniskowce).

### Dyplomacja, handel i szpiegostwo
W momencie zetknięcia się jednostek własnych z jednostkami lub miastami innych cywilizacji możliwe jest nawiązanie kontaktów dyplomatycznych. W tej grze jednakże od przeciwników komputerowych zależy, czy taki kontakt będzie nawiązany, czy też nie. W momencie, gdy następuje kontakt, pojawia się okno dialogowe i gracz może wybierać pomiędzy sugerowanymi przez AI opcjami.
Napotkane cywilizacje mogą oferować pewne wynalazki żądając w zamian od gracza tych, których nie posiadają. W sytuacji, gdy są bardziej rozwinięte technologicznie gracz może wybierać pomiędzy tymi, jakie są mu proponowane, nie mogąc jednakże samemu proponować do wymiany własnych technologii. Podczas nawiązania kontaktu z innymi cywilizacjami gracz może też zaproponować specjalne warunki dyplomatyczne, jak np. zawieranie rozejmu lub zaproponowanie pokoju, a także żądać kontrybucji czy haraczu; wypowiadać wojnę lub żądać przywilejów, grożąc wypowiedzeniem wojny, a także może wymuszać wypowiedzenie wojny innej cywilizacji, często płacąc za ten akt pewną ilość pieniędzy (jednostek złota).
Możliwe jest też produkowanie jednostek dyplomatów, którzy posiadają specjalne możliwości działania przy wejściu do miast obcych cywilizacji:
- Wywoływanie rewolucji, czego efektem jest, przyłączenie obcego miasta do własnej cywilizacji.
- Sabotaż na terenie obcego miasta, w wyniku czego niszczona jest w tym mieście infrastruktura (oprócz cudów) lub dewastowana dotychczasowa produkcja jednostek czy obiektów.
- Kradzież technologii od obcych cywilizacji (z danego miasta można tylko raz wykraść nieznaną technologię).
- Inwigilacja miasta, dzięki czemu gracz ma jednorazowy wgląd w to, co znajduje się w danym mieście i co w nim jest produkowane.
- Zdobycie informacji o stopniu rozwoju danej cywilizacji

Dyplomata umożliwia także przekupienie jednostki należącej do obcej cywilizacji. Po wykonaniu zadania, (jeżeli nie jest to przekupienie jednostki należącej do obcej cywilizacji) jednostka dyplomaty zostaje automatycznie rozwiązana. Za każdą akcję dyplomaty należy zapłacić odpowiednią ilość pieniędzy.
Handel międzynarodowy możliwy jest dzięki karawanom. Wyprodukowane jednostki karawan po dotarciu do miasta własnej lub obcej cywilizacji mogą utworzyć szlak handlowy, dzięki czemu miasta zyskują dodatkowe tarczki handlu. Im bardziej rozwinięte są miasta, tym większe profity ma z tego cywilizacje, między którymi zakładane są tego typu szlaki. Jednostki te też mogą przyczyniać się do szybszej budowy cudów i ich wejście do miasta zamieniane jest w tej opcji na pewną liczbę dodatkowych tarczek produkcji, wykorzystywanych jednorazowo.

### Toczenie wojen i zajmowanie miast
Jedną z częściej wykonywanych czynności w grze jest toczenie wojen i podbijanie innych cywilizacji.
Wojny zazwyczaj rozpoczynają się od aktów agresji, gdy obca cywilizacja atakuje dane miasto bądź jednostkę lub są one wypowiadane. W przypadku napotkania jednostek, znajdujących się na jednym polu, są one atakowane jednocześnie, co oznacza, że jedna jednostka, posiadająca niewiele większy współczynnik ataku od współczynnika obrony jednostek atakowanych, może je wyeliminować, nawet gdyby broniących się jednostek było 8 lub więcej. W przypadku wojen wypowiadanych może nie dochodzić do żadnych aktów agresji i bez walk cywilizacje mogą po pewnym czasie zdecydować się na przerwanie wojny lub traktat pokojowy. Cywilizacje często reagują agresją w momencie wejścia na pole, które do tej pory było eksploatowane przez jedno z jej miast. (Każde wejście jednostki na pole pod miastem powoduje, że miasto nie może czerpać z zasobów danego pola).
Podczas atakowania jednostki mogą atakować wrogie jednostki znajdujące się na sąsiadujących z nimi polach, niektóre posiadają zdolność ostrzelania z większej odległości) wykorzystują swój współczynnik ataku oraz doświadczenie, natomiast broniące się współczynnik obrony i także doświadczenie. Wynik walki polega na tym, że jednostka (lub jednostki) przegrana zostaje unicestwiona. Obowiązują także strefy kontroli. Jednostki broniące się, w każdym polu mogą także się ufortyfikować. Jednostki ufortyfikowane w miastach jeszcze bardziej zwiększają wartość obrony. Przeciwnik atakujący w takim przypadku nie może wyeliminować wszystkich jednostek jednym aktem ataku, tylko podczas każdego ataku rozstrzygany jest wynik między dwiema walczącymi jednostkami.
Na rezultat toczonych walk wpływ ma także teren, na jakim znajdują się atakowane i broniące się jednostki, a także typ jednostek znajdujących się na danym polu terenu. Na efekt działania jednostki atakującej ma też to, czy poruszała się ona w danej turze, czy atakuje z miejsca, w którym stała. Jednostki, którym została tylko część punktów ruchu ma mniejsze szanse na wyeliminowanie przeciwnika.
W przypadku, gdy podbijane jest miasto, zanim zostanie zajęte, wpierw muszą być wyeliminowane wszystkie jednostki, które się w nim znajdują. Wraz z przejmowaniem miast przejmowana jest cała zbudowana w nich przez obce cywilizacje infrastruktura, łącznie z cudami świata. Jeżeli dany cud świata zostanie zlikwidowany razem z miastem, nie może już być odbudowany przez żadną z cywilizacji. Przy zajmowaniu miast, eliminowane są wszystkie jednostki zaopatrywane przez dane miasto.
Po zajęciu lub zniszczeniu ostatniego miasta danej cywilizacji, jest ona definitywnie podbijana i nie może się odrodzić. Jeżeli jednak dana cywilizacja jest podbijana, w tym samym czasie pojawia się nowa (tylko "przed naszą erą"). Każda z cywilizacji ma jedną cywilizację zastępczą, która pojawia się w grze po jej podbiciu. Czasem w momencie zdobycia stolicy dużego imperium, wybucha w nim rewolucja i państwo dzieli się na dwa, przy czym drugie przyjmuje nazwę i kolor którejś z upadłych cywilizacji.

### Barbarzyńcy
W grze na mapie losowo rozmieszczone są jednostki barbarzyńców oraz barbarzyńskie wioski, niemające możliwości rozwoju technologicznego i tworzenia miejskiej infrastruktury. Zajęcie pól z wioskami dać może kilka efektów:
- Wejście do wioski jest równoznaczne z założeniem miasta.
- Na polach sąsiednich pojawiają się barbarzyńcy, atakujący jednostkę, która weszła do wioski. Wraz z czasem rozwoju gry, są to jednostki z wyższych technologicznie poziomów.
- Darmowa nowa technologia, jaka była znana barbarzyńcom w tej wiosce (po odkryciu wioski w czasach późniejszych może dojść do zabawnej sytuacji, kiedy w prymitywnej wiosce odkrywamy nowoczesną technologię np. loty w kosmos).
- Zrekrutowana zostaje jednostka danego typu (najczęściej legion lub kawaleria).
- Cywilizacja uzyskuje określoną ilość gotówki (np. 50 sztuk złota)

Rezultat wejścia do wioski jest losowy, przy czym, jeżeli wcześniej gra była zapisana, a następnie odczytana na nowo istniało duże prawdopodobieństwo, że efekt będzie inny. W ten sposób można szybko uzyskiwać możliwość zakładania miast bądź rekrutowania nowych jednostek poprzez częste zapisywanie i odczytywanie stanu gry przed wejściem do wioski. Wioski pojawiają się na mapie w momencie rozpoczęcia gry i po ich zajęciu nie pojawiają się nowe, natomiast niezależnie od tego, czy zostały one zajęte czy nie, ciągle mogą pojawiać się hordy barbarzyńców, czasami jest to 6 lub więcej jednostek danego typu.
Jednostki barbarzyńców mogą po wyeliminowaniu jednostek w mieście zajmować je i tworzyć dalej własne jednostki, jednak nie mają możliwości rozwijania technologii. W początkowym czasie gry barbarzyńcy mogą skutecznie eliminować inne cywilizacje, przez co ważną strategią jest tworzenie jednej bądź dwóch jednostek obronnych.

### Drzewo technologii
O rozwoju cywilizacji w grze decyduje tzw. drzewo technologii. Każda technologia w grze jest powiązana z innymi technologiami, tzn., aby odkryć pewną technologię, potrzeba wpierw odkryć inne. Początkowo każda cywilizacja startuje z pewnymi, określonymi technologiami. Przyporządkowane są one do wybranej cywilizacji losowo.
Drzewo technologii wygląda tak, że każda (poza kilkoma początkowymi) nowa technologia jest odkrywana, jeżeli odkryje się wcześniej jedną (w większości określonych przypadków dwie) technologie umożliwiające jej odkrycie. Przykładowo aby można było odkryć matematykę trzeba wpierw odkryć murarstwo i alfabet. Oczywiście drzewo technologii ma swoje granice. Po odkryciu wszystkich technologii istniejących w grze, jest jednak możliwość odkrywania technologii przyszłościowych. Nie wnoszą one niczego nowego dla gry, jednakże dla graczy, dla których jest istotny wynik końcowy, każda przyszłościowa technologia przyczynia się do zwiększenia końcowej liczby punktów.
W przypadku, gdy gracz odkryję nową technologię, pojawia się menu z propozycjami nowych technologii do odkrycia. Zazwyczaj jest ich nie więcej niż 5, czasami mniej. Najczęściej jednak nie są to wszystkie technologie możliwe do odkrycia dzięki wcześniej odkrytym technologiom, lecz są to wygenerowane losowo propozycje spośród tych, które przez gracza mogą być odkrywane. Podczas wyboru nowej technologii gracz może sprawdzić, jakie udoskonalenia może ona mu dawać. Możliwe jest również wcześniejsze sprawdzenie w Civilopedii jakie możliwości dają dane technologie.
Każda kolejna technologia jest trudniejsza do odkrycia, a jej koszt liczy się w tzw. lampkach, których liczba wzrasta w zależności od przeznaczonych na naukę podatków. Przykładowo, jeżeli dane odkrycie kosztuje 100 lampek, a z podatków co turę gracz ma 20 lampek, wówczas odkrycie danej technologii nastąpi po 5 turach.

### Formy rządów i polityka wewnętrzna
W cywilizacji dostępnych jest kilka form ustrojowych, dających różne efekty w sferze produkcji, handlu, korupcji, mniej lub bardziej wpływających na nastroje społeczne. Gracz, aby móc zmienić formę rządów musi wpierw wywołać rewolucję, a następnie, po okresie anarchii, zawsze będącej następstwem rewolucji, wybrać odpowiadającą z odkrytych form ustrojowych. Istnieje też możliwość wyboru dowolnej formy ustrojowej po wybudowaniu Piramid. W przypadku korupcji, objawia się ona w ten sposób, że miasta nie mogą korzystać z części zasobów produkcji i handlu, dostępnych z pól, jakie obejmuje dane miasto.

#### Despotyzm
Despotyzm to podstawowa forma sprawowania rządów istniejąca w grze od samego początku. Korupcja w tej formie ustrojowej jest wysoka, produkcja minimalna, natomiast jednostki stacjonujące w mieście przyczyniają się do dławienia ewentualnych buntów.
Istotną zaletą despotyzmu jest niski koszt utrzymania armii, każdy ludek w mieście może utrzymać jedną jednostkę wojskową dzięki czemu nie zużywa się "tarczek" (produkcji), tańsze jest także wyżywienie osadników którym wystarcza jeden snopek żywności.
Wadą ustroju jest dramatyczny spadek produkcji, każde pole produkujące 3 lub więcej produkcji, żywności lub handlu dostaje karę -1. Najmocniej ogranicza to przyrost ludności (brak korzyści z nawadniania łąk i rzek), a także możliwości produkcyjne miast budowanych przy wzgórzach (produkcja 2 tarczek zamiast 3 z każdej kopalni, do tego mała liczba żywności ogranicza liczbę "ludków" którzy mogliby pracować w kopalniach).

#### Monarchia
Monarchia jest wynalazkiem, który pojawić może się dość wcześnie w czasie gry (wystarczy poznać Alfabet, Obrządki Pogrzebowe i Prawo). Wprowadzając ten ustrój gracz nie ma już ograniczeń w rolnictwie i produkcji, handel nie zmienia się w stosunku do despotyzmu (jedynie wzrasta handel z rzadko spotykanych pól ze złotem i diamentami). Wszystkie jednostki jednakże należące do miasta muszą być utrzymywane – za każdą płacona jest przez miasto jedna tarczka produkcji. Korupcja jest nieco mniejsza niż w despotyzmie, osadnicy pochłaniają już dwa snopki żywności (należy uważać na miasta zbudowane na i otoczone przez równiny, gdyż utrzymywane przez nie osadnik może zablokować całkowicie wzrost ludności). Podobnie jak w Despotyzmie każda jednostka wojskowa w mieście zmniejsza niezadowolenie o 1 jednak tu występuje ograniczenie do 3 jednostek.

#### Republika
Ta forma ustrojowa pojawia się relatywnie (w zależności od ścieżki rozwoju technologii wybranej przez gracza) w tym samym czasie co monarchia (potrzebuje dodatkowo znajomości Pisma i Literatury, nie wymaga Obrządków Pogrzebowych). W dalszym ciągu wszystkie jednostki muszą być utrzymywane przez miasta, korupcja jest jeszcze mniejsza niż w despotyzmie i monarchii. Produkcja i rolnictwo jest na takim poziomie jak monarchii, natomiast dużo bardziej rozwinięty jest handel.
Na każdym polu, gdzie w poprzednich ustrojach istniał handel w republika daje bonus +1 do handlu. Jest to szczególnie widoczne w przypadku drogi na równinie, łące lub pustyni i rzeki, gdzie zyski z handlu rosną o 100%. W tej formie ustrojowej jednakże każda wyprowadzona z miasta jednostka bojowa przyczynia się do wzrostu niezadowolenia mieszkańców (jeden niezadowolony na jednostkę), ponadto niezadowolenia tego NIE mogą uśmierzyć żadne budynki standardowo zmniejszające niezadowolenie (Świątynia, Koloseum, Katedra). Nie można także pacyfikować niezadowolonych mieszkańców jednostkami stacjonującymi w mieście.
Ustrój dobry na pokojową koegzystencję, ewentualnie na prowadzenie wojny obronnej. Choć większe cywilizacje mogą pokusić się nawet o wojny ofensywne (1-2 jednostki na większa miasta, wydatki na luksusy mogą uśmierzyć niezadowolenie). Zbudowanie dużej liczby karawan (max 3 na miasto) i handel z innymi cywilizacjami może przynieść odpowiednim miastom na tyle zysków z handlu, że możliwe stanie zapewnienie odpowiedniej liczby szczęśliwych mieszkańców (luxuries) bez zbytniej szkody dla nauki i budżetu.

#### Demokracja
W grze działa prawie tak samo jak republika, jednakże cechuje się brakiem korupcji, co jest szczególnie istotne dla rozległych cywilizacji. W odróżnieniu od republiki poziom buntów wzrasta bardziej za każdą jednostkę bojową wyprowadzoną z miasta (dwóch niezadowolonych na jednostkę), ponadto miasto które buntuje się dwie kolejki z rzędu może doprowadzić do upadku rządu i kilku tur anarchii. W Demokracji nie można też wypowiadać wojen ani odmówić oferty pokoju od innej cywilizacji (choć można w ogóle odmówić rozmowy z cywilizacją z którą prowadzi się wojnę).

#### Komunizm
W tym ustroju produkcja oraz handel rozwinięte są na poziomie monarchii, różnicą jest korupcja, która ma zrównoważoną wartość dla wszystkich miast, daje to spore korzyści przy rozległych państwach, bo w innych ustrojach korupcja rośnie wraz z odległością od stolicy. Podobnie jak w monarchii nie występuje też niezadowolenie przy wyprowadzaniu jednostek bojowych z miast. Jednostki utrzymywane są jak w monarchii.

#### Bunty (strajki)
W przypadku, jeżeli w miastach występują bunty, wówczas nie można w nim niczego produkować, ani czerpać korzyści z handlu. Zniwelowanie buntu może nastąpić po powołaniu części ludności do działania w rozrywce. W takim wypadku należy ściągnąć w widoku miasta jedno pole, z którego czerpie ono korzyści, ewentualnie można przeznaczyć więcej podatków na rozrywkę. W ustroju demokratycznym, jeżeli poziom buntów nie ustaje przez więcej niż dwie tury, następuje spontaniczna rewolucja, nawet jeżeli bunt jest tylko w jednym mieście. Dla niwelacji buntów można też budować zapobiegawczo odpowiednią infrastrukturę zwiększającą liczbę zadowolonych obywateli.

### Ludność
Całkowita liczba mieszkańców danej cywilizacji jest sumą liczby mieszkańców poszczególnych miast.
W zależności od poziomu trudności przyrost liczby mieszkańców rzutuje na niezadowolenie i rozruchy w mieście. Dla niwelacji nastrojów gracz może utrzymywać w mieście jednostki bojowe, tworzyć odpowiednią infrastrukturę lub zwiększać wydatki na rozrywkę.
Każdy kolejny przyrost liczby mieszkańców jest oznaczany na mapie w ten sposób, że rośnie numer danego miasta. W widoku miasta numerom odpowiada liczba postaci, przy czym są one odmiennie wyglądające w zależności od tego czy reprezentują szczęśliwych, zadowolonych czy nieszczęśliwych mieszkańców. Każda postać potrzebuje też utrzymania w snopkach żywności. Generalnie każda postać zużywa dwa snopki z pól eksploatowanych przez miasto. Także każda głowa przyporządkowana jest wobec danego pola, co oznacza, że reprezentuje ona mieszkańców eksploatujących zasoby na konkretnym terenie.
W zależności od wielkości miasta pojedyncza postać reprezentuje różną liczbę mieszkańców, poczynając od najmniejszego miasta, gdzie pojedyncza postać oznacza 10tys mieszkańców, każdy kolejny wzrost miasta oznacza też, że każdy "ludek" reprezentuje o 5tys mieszkańców więcej, np. miasto z pięcioma "ludkami" ma 5*30000 = 150000 mieszkańców, z dziesięcioma ma już 10*55000 = 550000, zaś z dwudziestoma aż 20*105000 = 2100000.
W sytuacji buntu trzeba likwidować eksploatację jednego lub więcej pól, przez co jedna z niezadowolonych postaci zamienia się w artystę i zwiększa zadowolenie pozostałych. Bunt wybucha zawsze, gdy liczba niezadowolonych (głów) jest większa od liczby szczęśliwych. W skrajnych przypadkach bunt doprowadza do sytuacji, gdy gracz jest zmuszony do ściągnięcia tak dużej liczby eksploatowanych pól, że naraża miasto na głód. W zależności od zgromadzonych zapasów miasto może wymierać, co oznacza, że jeśli wyczerpią się zapasy żywności, liczba mieszkańców zostanie zmniejszona o pewną liczbę. Głodzenie miasta jest często skutkiem występujących buntów.

### Lot w kosmos
Jedną z możliwości wygrania gry jest lot w kosmos i założenie bazy na jednej z planet w układzie Alfa Centauri. Po wynalezieniu odpowiednich technologii i zbudowaniu cudu świata Program Apollo gracz ma możliwość budowy statku kosmicznego. Graficznie projekt statku ma strukturę niezbyt przypominającą pojazd mogący służyć do podróży w przestrzeni kosmicznej. Ideą jest jednak stworzenie optymalnej konstrukcji zawierającej silniki, elementy nośne itd. pozwalającej na szybki przelot do miejsca docelowego. Zbyt duża liczba pewnych elementów w stosunku do innych powoduje, że prognozowany przelot może znacznie się wydłużać. Najdoskonalszym statkiem jest ten zbudowany ze wszystkich możliwych elementów w ich maksymalnej liczbie; ma on 100% szans na udane dotarcie do celu. Wygrywa ten z graczy, którego statek jako pierwszy doleci do układu Alfa Centauri.

### Civilopedia
W grze istnieje w formie poradnika sporządzona na użytek graczy encyklopedia pod nazwą Civilopedii, w której opisane są wszystkie możliwe technologie łącznie z ich powiązaniami w drzewku technologii, typy terenu, jednostki i obiekty, jakie mogą być budowane w miastach, działania wykonywane przez osadników, typy ustrojów, cuda świata i koncepcje gry. Do każdej charakterystyki opisany jest krótko kontekst historyczny, dzięki czemu gra posiada pewien walor realizmu.

### Zabezpieczenia
W grze zastosowano bardzo ciekawy system ochrony przed piractwem. Podobnie jak w kilku poprzednich grach MicroProse (F-19 i Railroad Tycoon, gdzie należało rozpoznać odpowiednio sylwetki samolotów i pociągów) także i w Civilization zawarty był element edukacyjny, w przypadku rzeczonej gry należało powiązać obrazek symbolizujący którąś technologię z dwoma innymi technologiami potrzebnymi do jej opracowania. Z zabezpieczeniami poradziłaby sobie bez problemu także osoba bez oryginalnej instrukcji ale z odpowiednią wiedzą (w Cywilizacji wystarczyło przestudiować Civilopedię, plus trochę ogólnej orientacji). Dodatkowo zła odpowiedź na pytanie wcale nie przerywała gry a jedynie ją dość znacznie utrudniała (traciło się wszystkie jednostki).

## Dźwięk i muzyka
Oprawa dźwiękowa jest uboga, a większość czasu trwania rozgrywki przebiega w ciszy. Muzyka towarzyszy graczowi jedynie w menu głównym, podczas generowania mapy przed rozpoczęciem rozgrywki oraz podczas rozmów dyplomatycznych z pozostałymi cywilizacjami (każda z 14 dostępnych w grze nacji posiada swój motyw przewodni). Motyw przewodni "naszej" cywilizacji jest natomiast grany wraz z wystąpieniem wydarzeń takich jak np. odkrycie nowej technologii, lub podczas rozbudowy pałacu.

## Grafika i animacje
Grafika w grze charakteryzuje się dużą czytelnością. Jednostki są łatwe do rozpoznania, jednak w odróżnieniu od późniejszych wersji ikonki jednostek mają kształt żetonów z graficznym, niezbyt wyraźnym ich odwzorowaniem. Wodzowie poszczególnych państw zostali odwzorowani w sposób realistyczny.
Wchodząc w okno miasta klikając okienko wiew można przejść do widoku miasta. Przy budowie każdego elementu infrastruktury miejskiej lub cudu pojawia się też prosta animacja polegająca na zamianie pikseli w miejscu, w którym powstawała budowla.